# Wirbeltierpheromone
Pheromone bei Wirbeltieren sind Substanzsekrete, die als olfaktorische Signale spezifische Verhaltensänderungen bzw. physiologische Antworten eines Tieres derselben Spezies hervorrufen. Reviermarkierungen oder Paarungsbereitschaft sind Beispiele für Effekte, die den Pheromonen auch bei Wirbeltieren zugeschrieben werden. Wegen der ungeklärten chemischen Natur der von den Wirbeltieren verwendeten Cocktails von Stoffen sind die Aussagen in diesem Bereich spekulativ. Bei einigen Stoffen, die als Pheromone gelten, ist die chemische Zusammensetzung ebenso geklärt wie der physiologische Weg, den diese Botenstoffe zu den entsprechenden Sinneszellen nehmen (zum Jacobsonschen oder auch Vomeronasalen Organ), bei anderen sind Resultate der Forschung noch offen. So ist eine Abgrenzung gegenüber anderen Formen der chemischen Kommunikation schwierig.

## Etymologie
Der Chemiker Peter Karlson und der Zoologe Martin Lüscher prägten den Begriff Pheromon im Jahr 1959 und definierten ihn folgendermaßen:

„Substanzen, die von einem Individuum nach außen abgegeben werden und bei einem anderen Individuum der gleichen Art spezifische Reaktionen auslösen“

Adolf Butenandt gelang nach fast 20-jähriger Arbeit im Jahr 1959 die endgültige Extraktion und Reinigung des ersten bekannten und nachgewiesenen Insektenpheromons, dem Bombykol aus den Drüsen von mehr als 500.000 Seidenspinnerweibchen. Für Insekten ist die Wirkung der Pheromone weitgehend gut verstanden.
Die Übertragung der Definition von Karlson und Lüscher auf die Wirkungsweise von Botenstoffen bei Wirbeltieren führte jedoch auf Grund der schwierigen Abgrenzung zu anderen verhaltensdeterminierenden Vorgängen zu einer anhaltenden wissenschaftlichen Diskussion. Ausgehend von der klassischen Definition in Hinblick auf die Anwendung auf den Menschen beziehungsweise Wirbeltiere schlug Beauchamp verschiedene Kriterien vor, die eine Substanz erfüllen sollte, um als Wirbeltierpheromon zu gelten. Demnach sollten Wirbeltierpheromone in ihrer Wirkung Art-spezifisch sein, genetisch festgelegt sein, nur aus einer oder wenigen Komponenten zusammengesetzt sein, ein reproduzierbares, beobachtbares Verhalten erzeugen oder endokrine Reaktionen hervorrufen und getestet gegenüber Kontrollsubstanzen sein.
Andere Autoren definierten den Begriff Pheromon dagegen für chemische Substanzen, die von einem Individuum freigesetzt werden und eine Information zu einem oder mehreren anderen Individuen derselben Art transportieren.

## Steuerung des Paarungsverhaltens bei Hamstern

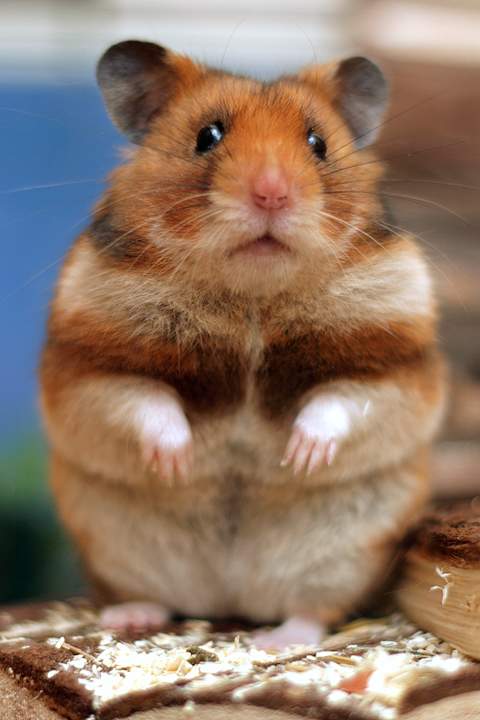
Goldhamster (Mesocricetus auratus)

Strukturformel von Dimethylsulfid, dem Hamsterpheromon

Beim Goldhamster (Mesocricetus auratus) wurden Pheromone identifiziert, die das Paarungsverhalten steuern. Dimethylsulfid wird vom Weibchen während des Östrus abgesondert und lockt ein Männchen an. Treffen die beiden Hamster zusammen, beriecht das Männchen stereotyp erst die Wangendrüse des Weibchens, dann die Flanken und schließlich den Genitalbereich, während das Weibchen durch starre Haltung (Lordosis) Paarungsbereitschaft signalisiert. Lordosis kann bei Sauen durch androgene Steroide ausgelöst werden.
Weiterhin enthält das Vaginalsekret bei Hamstern das Protein Aphrodisin, in dem eine bisher unbekannte, niedermolekulare, hydrophobe Substanz eingelagert ist. Wenn Aphrodisin vom vomeronasalen Organ des Männchens aufgespürt wird, wird die Kopulation eingeleitet.

## Steuerung des Reproduktionszyklus von Mäusen
Die Anwesenheit anderer Mäuse hat Auswirkungen auf den Reproduktionszyklus der Mäuseweibchen. Substanzen aus dem Urin männlicher oder weiblicher Mäuse regulieren unter anderem die Bildung gonadotroper Hormone.
- Pheromone weiblicher Familienmitglieder verzögern die Pubertät der jungen Weibchen.
- Pheromone weiblicher Familienmitglieder verlangsamen den Zyklus.
- Pheromone fremder Männchen induzieren Pubertät. (Vandenburg Effekt[1])
- Pheromone nicht-verwandter Männchen beschleunigen den Zyklus.
- Pheromone konkurrierender Männchen lösen Fehlgeburten aus.[6]
- Pheromone von Männchen haben einen regelnden Effekt auf den Menstruationszyklus der Weibchen, da 20 Prozent mehr Luteinisierendes Hormon gebildet wird (Whitten Effekt[1])
- Pheromone von Weibchen synchronisieren den weiblichen Menstruationszyklus (Lee-Boot Effekt[1])

## Reviermarkierung und die Duftstoffe von Moschushirsch und der Zibetkatze

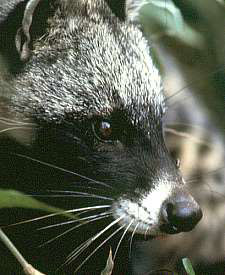
Afrikanischen Zibetkatze

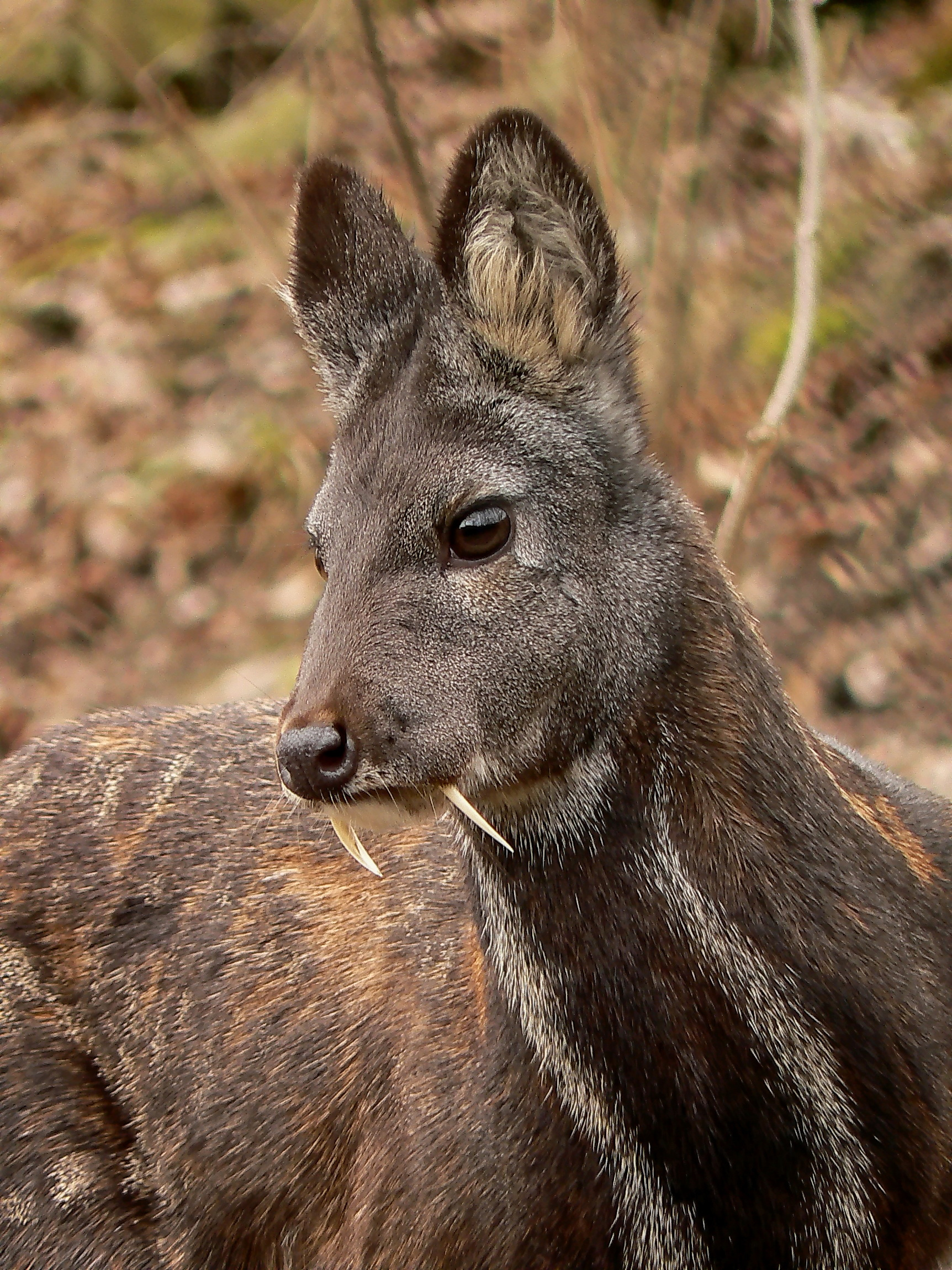
Sibirisches Moschustier (Moschus moschiferus)

Muscon wird vom Moschushirsch (Moschi moschiferus) in einer Drüse am Bauch vor den Geschlechtsorganen zusammen mit wenigstens 9 weiteren Substanzen des Moschus gebildet. Es dient der Reviermarkierung. Wegen seines charakteristischen Geruchs findet es (heute synthetisch hergestellt) in der Kosmetik-Industrie Verwendung. Von den Hirschen wurde es zur Markierung ihrer Reviere eingesetzt.
Zibeton aus dem Zibet der Zibetkatze (Viverra civetta), das in natürlichem Zustand sehr unangenehm riecht, wird in Verdünnung ebenfalls in der Kosmetika-Herstellung verwendet. Zusammen mit Zibeton enthält Zibet Indol und Skatol. Auch Zibet dient bei der Zibetkatze der Reviermarkierung.

## Das MUP (major urinary protein) Darcin als männliches Pheromon bei Wildmäusen
Bei Wildmäusen werden die Weibchen durch ein Protein im Urin der Männchen angelockt: Darcin. Dieses bindet an (S)-2-sec-Butyl-4,5-dihydrothiazol (SBT), ein flüchtiges Molekül mit ebenfalls Pheromon-Eigenschaften. Weil Darcin wie Aphrodisin ein Lipocalin ist, kann es einen niedermolekulare Liganden wie SBT binden. Zusammen mit SBT kann Darcin als Duftstoff wirken. Ohne SBT ist Darcin immer noch ein Pheromon, aber nicht mehr flüchtig.
Darcin signalisiert weiblichen Mäusen die Anwesenheit eines dominanten (und damit attraktiven) Männchens. Gleichzeitig induziert Darcin einen Lernvorgang in den weiblichen Tieren, die dabei die individuellen Geruchsnuancen des Urins genau dieses Männchens erlernen. Rezeptoren für Darcin finden sich im vomeronasalen Organ.

## Farnesol und Nutrias
Im Jahr 2007 konnten Attygalle und andere den Stoff (E,E)-Farnesol aus den analen Duftdrüsen von Nutrias analysieren und durch die Verwendung in Ködern nachweisen, dass Farnesol anziehend auf die Tiere wirkt. Die Arbeit entstand aus dem Problem, die Verbreitung von Nutrias in freier Wildbahn zu kontrollieren und resultierte in einer effektiven Lösung.

## Weitere Beispiele
Als Beispiele für ein Alarmpheromon bei Ratten gilt 2-Heptanon. Bei Hunden sind Pheromone im Urin vorhanden, die der Markierung des Territoriums dienen.

## Pheromone beim Menschen

### Mögliche Teilnahme des olfaktorischen Rezeptors hOR 17-4 an der Zielfindung der Spermien
Untersuchungen haben ergeben, dass der Rezeptor hOR 17-4, der am Mittelteil der Spermien exprimiert wird, auf Bourgeonal, einen Duftstoff des Maiglöckchens, anspricht und dem Spermium ermöglicht, sich in einem Konzentrationsgradienten dieses Stoffes zu orientieren. Der Rezeptor wird außerdem in der Nase exprimiert. Welcher Stoff der natürliche Ligand des Rezeptors ist, ist noch unbekannt.

### Mögliche Synchronisation des Menstruationszyklus bei Frauen
Zu Pheromonen beim Menschen gibt es nur wenige gut kontrollierte Untersuchungen. Als am besten untersucht galt lange die Synchronisierung des weiblichen Menstruationszyklus, die durch unbewusst wahrgenommene geruchliche Signalstoffe verursacht werden soll, der Lee-Boot Effekt. Bei Frauen, die über längere Zeit miteinander leben, schien sich eine zeitliche Übereinstimmung des Menstruationszyklus einzustellen. Zwei Typen von (immer noch nicht bekannten) Pheromonen sollten daran beteiligt sein: eines, das vor dem Eisprung produziert wird und den Menstruationszyklus verkürzt, und ein anderes, genau beim Eisprung produziertes, das ihn verlängert. Neuere Studien konnten eine Synchronisierung des Menstruationszyklus nicht bestätigen.

### Unterschiedliche Rezeption von Körpergerüchen in hypothalamischen Region in Abhängigkeit von der sexuellen Prägung
Schwedische Forscher haben an der Aktivität des Hypothalamus gezeigt, dass das Gehirn homosexueller und heterosexueller Männer unterschiedlich auf zwei Körperdüfte reagiert, die mit sexueller Erregung verbunden sein können, und dass homosexuelle Männer darauf ansprechen wie heterosexuelle Frauen. Pheromone könnten daher bei den biologischen Grundlagen der sexuellen Orientierung eine Rolle spielen.

### Mögliche Rolle des Histokompatibilitätskomplexes bei der Partnerwahl
Der Mensch benutzt geruchliche Signalstoffe, die mit dem Immunsystem zusammenarbeiten, um sich Partner zu suchen, die ihm nicht nah verwandt sind (negative assortative Paarung). Menschenfrauen bevorzugen, ebenso wie Fisch- und Mäuseweibchen, Partner mit einem Haupthistokompatibilitätskomplex (MHC), der sich von ihrem eigenen möglichst stark unterscheidet, wodurch ihre Kinder generell ein variantenreicheres und damit stärkeres Immunsystem bekommen.
Nach Eintritt einer Schwangerschaft oder bei Einnahme hormoneller Verhütungsmittel kehrt sich der Effekt um: Frauen bevorzugen dann Männer mit ähnlichem (nah verwandten) MHC. Die Einnahme der Pille wirkt auf das Hormonsystem der Frau wie eine Schwangerschaft und in diesem Zustand suchen Frauen offenbar nach familienähnlichen Partnern, die sie beim Großziehen der Nachkommen unterstützen.
Bisher sind keine Pheromon-Peptide bekannt.

### Flüchtige Steroide und kurzkettige Fettsäuren als mögliche Pheromone
Die Herkunft der Pheromone liegt bei den Säugetieren meist in sogenannten apokrinen Schweißdrüsen (Glandulae sudoriferae apocrinae). Diese Duftdrüsen befinden sich vor allem in bestimmten Hautgebieten – so den Achselhöhlen bzw. den Achselhaaren, den Brustwarzen (Glandulae areolares), der Perianal- und der Genitalregion. Männer emittieren Androstenon, ein Umbauprodukt des Sexualhormons Testosteron, das über die apokrinen Schweißdrüsen („Duftdrüsen“) auf die Körperoberfläche gelangt. Versuchsreihen haben gezeigt, dass in Maßen dosiertes Androstenon die Bewertung der Attraktivität von Männern leicht verbessert. Männer fühlen sich von Frauen bei Aufnahme bestimmter weiblicher Sexualpheromone stärker angezogen, vor allem in der Zeit des Eisprungs.

Die apokrinen Schweißdrüsen, Glandulae sudoriferae apocrinae, finden sich vor allem in den Achselhöhlen, an den Brustwarzen (Glandulae areolares), in der Perianal- und in der Genitalregion.

Weibliche Primaten und Frauen produzieren sogenannte Kopuline. Kopuline sind Gemische flüchtiger, kurzkettiger Fettsäuren (aliphatische Monocarbonsäuren), die im weiblichen Vaginalsekret zyklusabhängig auftreten. Kopuline wurden zuerst von Richard Michael und Kollegen Ende der 1960er beziehungsweise Anfang der 1970er Jahre bei Rhesusaffen beschrieben. Menschliche Vaginalsekrete sind denen anderer Primaten sehr ähnlich und enthalten – in abweichenden Zusammensetzungen – die gleichen flüchtigen (C2- bis C6-) Fettsäuren. Der Anteil solcher Fettsäuren im Vaginalsekret variiert im Laufe eines Sexualzyklus; insgesamt nimmt der Gehalt in der ersten Hälfte des Menstruationszyklus zu, dann wieder ab.

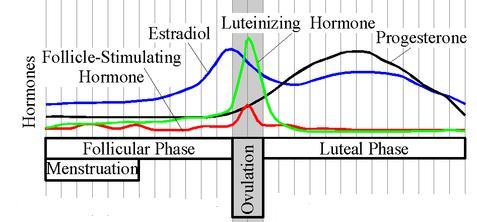
Östrogen- (blaue Kurve) und Progesteronkonzentrationen (schwarze Kurve) während des Menstruationszyklus

Darüber hinaus ist die Produktionsrate interindividuell unterschiedlich. So produzieren einige Frauen nur eine geringe Menge dieser Kopuline, auch scheinen hormonelle Kontrazeptiva einen mindernden Einfluss auf die Sekretion an Kopulinen zu haben. Die höchste Konzentration wird kurz nach der Ovulation erreicht.
Bei Männern führt die olfaktorische Exposition mit Kopulinen zu einer Veränderung der Testosteronkonzentration im Speichel und zu einer Veränderung der Einschätzung sexueller Attraktivität von Frauen.

## Technische Verwertung und Agrarindustrie
Es gibt Parfüms mit synthetisch hergestellten Pheromonen. Nach Aussagen der Hersteller steigern sie die erotische Anziehungskraft auf das andere Geschlecht. Die Wirkungen sind umstritten. Weit verbreitet ist die Verwendung des pheromonähnlichen Moschus bzw. moschusähnlicher Ersatzstoffe als Duftstoff in Kosmetika und Waschmitteln.
In der Industriellen Landwirtschaft wird etwa das Androstenon in der Tierproduktion eingesetzt, es ist – gemeinsam mit Skatol – verantwortlich für den Ebergeruch des Ebers. Bei der rauschigen Sau induziert er die Duldungsstarre. Ebergeruch bei Fleischwaren tritt nur bei ungefähr jedem zehnten Tier auf und ausschließlich bei gekochten Fleischprodukten, nicht aber bei rohen Fleisch- und Wurstwaren. Die Ebermast, mit an die Schlachtung anschließender Androstenon-Probe, stellt deshalb eine Alternative zur Ferkelkastration dar (vgl. auch Schweineproduktion).

## Pheromone in der Populärkultur
Die weitgehend ungeklärte Faktenlage zur Wirkung von Pheromonen bei Wirbeltieren wurde in vielfältiger Weise in der Populärkultur ausgenutzt, um mit ihrer Hilfe außergewöhnliche Effekte zu erklären.
- Star Wars: Die Spezies der Falleen nutzt ihre Pheromone, um andere humanoide Spezies psychisch zu beeinflussen.
- Star Trek: weibliche Orionen können ein Sexualpheromon absondern
- The Jitterbug Perfume von Tom Robbins
- Snakes on a Plane: Schlangen werden durch Pheromone aggressiv und greifen die Passagiere eines Flugzeugs an
- Per Anhalter durch die Galaxis
- Batman & Robin: die von Uma Thurman gespielte Poison Ivy benutzt einen Pheromonextrakt zur Manipulation von Männern
- Predator 2: das Aufspüren des Aliens gelingt durch eine Pheromonsignatur
- Dietmar Dath: Die Abschaffung der Arten
- Der Schwarm: Einzeller benutzen Pheromon für den Befehl des Verschmelzens
- Ocean’s 13: Linus alias Pepperidge verführt mittels Pheromonen Banks Assistentin Abigail Sponder
- After Earth: Blinde außerirdische Wesen "sehen" ihre menschlichen Opfer mittels deren Angstpheromone.